# Тао Юаньмин
Та́о Юаньми́н (кит. трад. 陶淵明, упр. 陶渊明, пиньинь Táo Yuānmíng, 365—427), или Тао Цянь (кит. трад. 陶潛, пиньинь Táo Qián) — китайский поэт.

## Биография

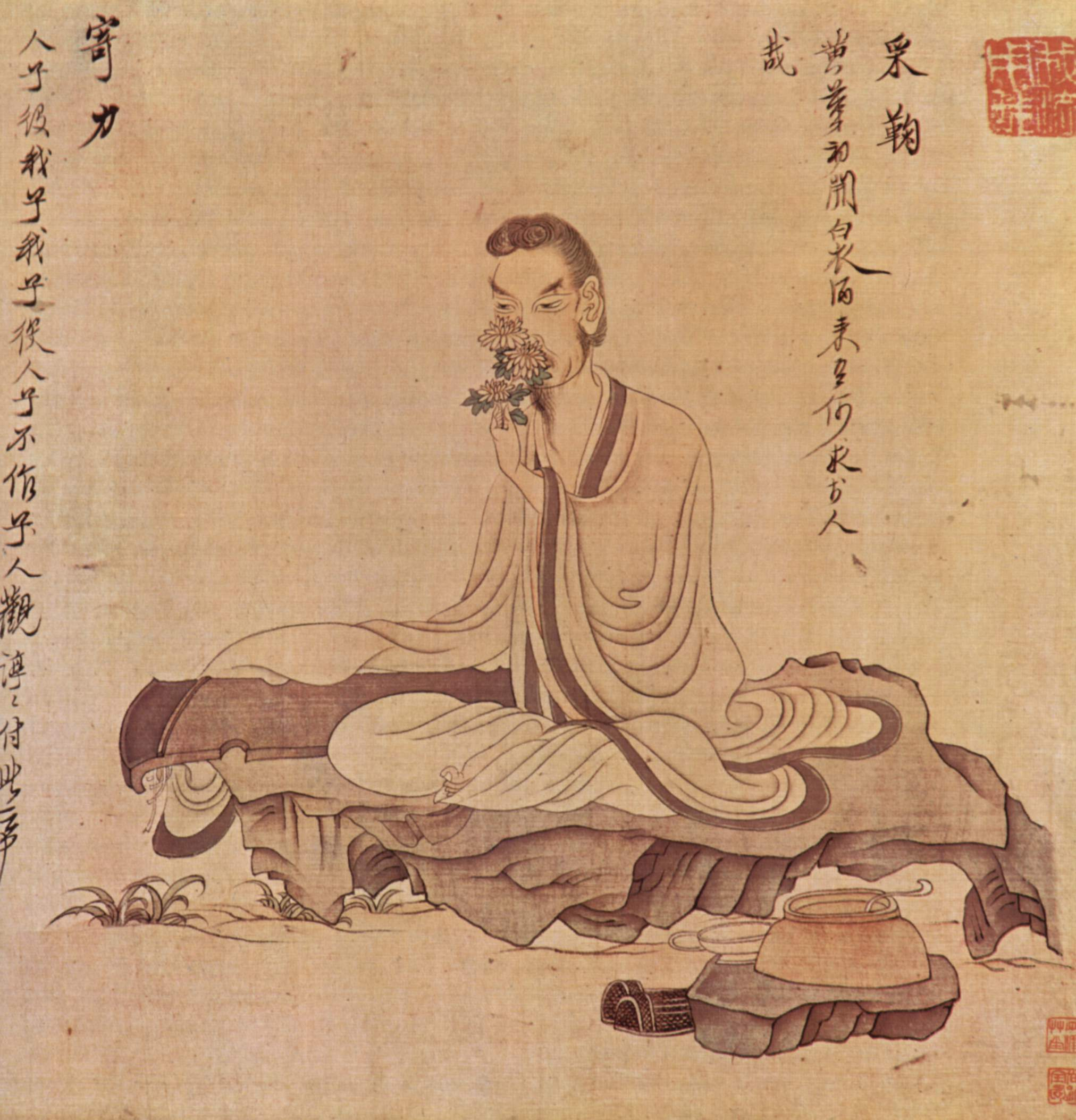
Иллюстрация Чэнь Хуншоу (1599-1652) к стихам Тао Юаньмина.

Родом из знатной семьи, впавшей в бедность. Родился на территории нынешней провинции Цзянси. Служил на мелких чиновных должностях. В сорокалетнем возрасте, пережив смерть любимой сестры и разочаровавшись в мире, бросил службу, удалился в глушь и занялся сельским трудом. Свыше 20 лет провёл в одиночестве (эту информацию опровергают многие современные ученые, потому что заниматься ведением хозяйства в одиночку, при столь огромной семье и одновременно заниматься творчеством невозможно). В VI веке его назвали «родоначальником всех поэтов-отшельников от древности до наших дней».
Тао Юаньмину присвоили посмертное имя Цзинцзе (кит. упр. 靖节, «спокойный и чистый»).

## Творчество и его оценка
Сохранилось около 160 стихотворений поэта. Сквозной мотив творчества Тао Юаньмина — уход от мира, этому посвящён цикл стихов «Возвратился к садам и полям», сочинение в стихах и прозе «Домой, к себе». Одно из самых известных его поэтических произведений — утопия совершенной жизни поэма «Персиковый источник».

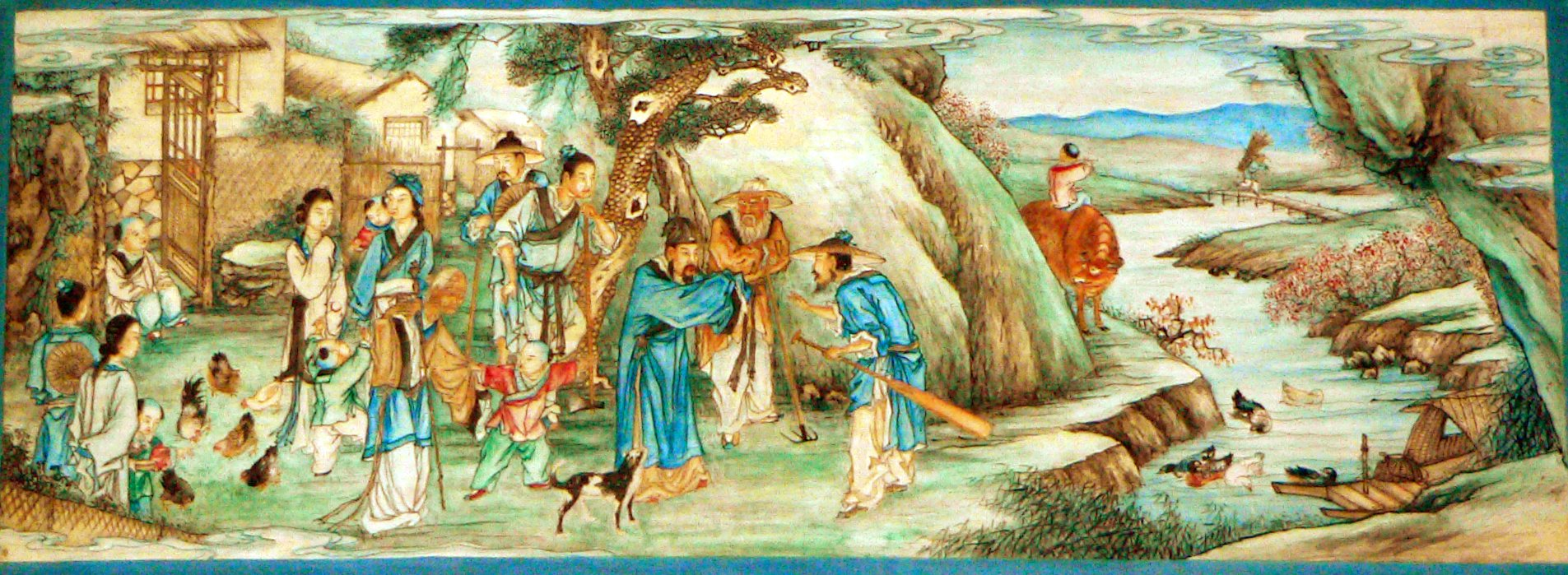
«Персиковый источник». Пекин, Летний дворец.

Также поэту приписывается сборник прозаических историй и новелл «Продолжение записок о поисках духов» (нач. V века н. э.), дополняющий «Записки о поисках духов» историка IV века Гань Бао.
Презираемый некоторыми эстетами простой язык Тао Цяня при его жизни, не помешал поэту стать великим в глазах поэтов эпох Сун и Тан. Знаменитый сунский поэт Су Ши отзывался о стихах Тао Цяня как о «прекрасных» и «сочных», а Бо Цзюйи поместил яркую его характеристику в стихотворение «Жизнь хмельного поэта», являющееся подражанием произведению Тао Цяня «Жизнь поэта у пяти ив».
Академик В.М. Алексеев писал о Тао Юаньмине, что он сыграл «в поэзии Китая роль нашего Пушкина» и «первый освободил поэзию от придворных связей и общественно-исповедных кастовых обязательств, наложенных веками на китайского ученого поэта».
Воображаемые портреты Тао Юаньмина содержат ксилографические сборники «У Шуан Пу» («Таблица несравненных героев»,《無雙譜》, 1694) Цзинь Гуляна (ок. 1625～1695) и «Ваньсяотан хуачжуань» («Иллюстрированные биографии из зала „Старческого смеха”»,《晩笑堂畫傳》, 1743) Шангуань Чжоу (ок. 1664～1752).

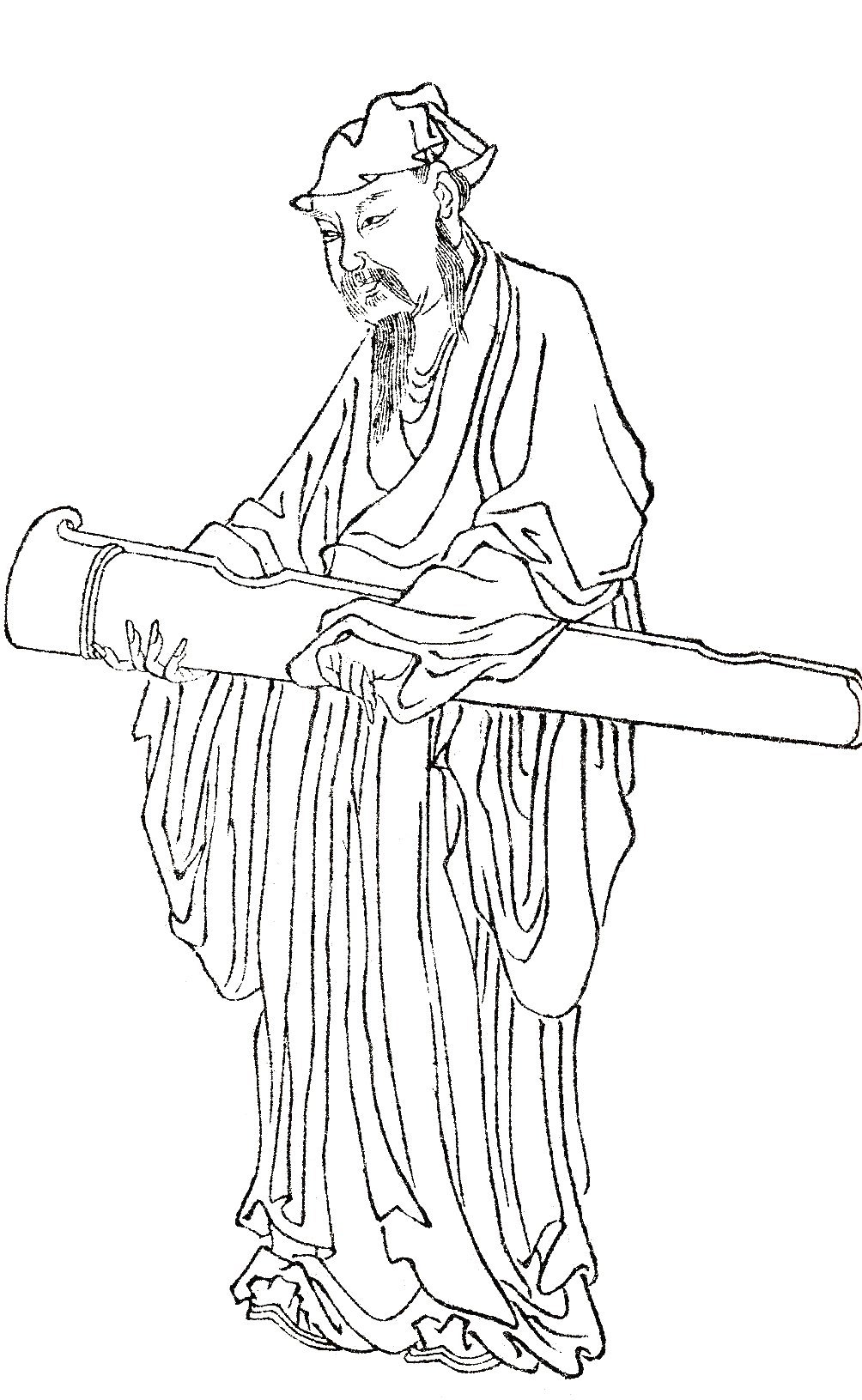
Тао Цянь на портрете Шангуань Чжоу из сборника «Ваньсяотан хуачжуань», 1743.

## Отражение в современном языке
В современном китайском языке есть чэнъюй «персиковый источник вне пределов людского мира» (кит. упр. 世外桃源, пиньинь shì wài Táoyuán), образно обозначающий не подверженное влиянию внешнего мира место, или иллюзорный прекрасный мир. Он происходит из поэмы Тао Цяня «Персиковый источник», где описывается изолированное, не сталкивающееся с военными действиями, благополучное и прекрасное место. Раннее использование этого чэнъюя отмечено в части «Возвращение к горе» (кит. упр. 归山) пьесы «Веер с цветами персика» (кит. упр. 桃花扇) Кун Шанжэня.

## В филателии
18 октября 2010 года в рамках серии из четырёх  почтовых марок КНР «Слива, орхидея, бамбук, хризантема» (кит. упр. 梅兰竹菊) тиражом 12,08 млн экземпляров была выпущена марка, посвящённая орхидее. На ней приведён текст семнадцатого стихотворения Тао Юаньмина в цикле двадцати стихотворений «Пью вино» (饮酒).

## Музыка
- Леонид Десятников. Три песни на стихи Тао Юаньмина для голоса и фортепиано (1974).

## Публикации на русском языке
- Тао Юань-мин. Лирика / Пер. с китайского, [сост., вступ. статья и примеч.] Л. Эйдлина ; [ил.: М. Пиков]. — М.: Художественная литература, 1964. — 151 с., 1 л. ил. — (Сокровища лирической поэзии).
- Тао Юань-мин. Стихотворения / Перевод Л. Эйдлина. — М.: Художественная литература, 1972. — 238 с.
- Тао Юань-мин. [Стихотворения ] // Поэты Китая и Вьетнама: В переводе [с предисл. и послесл.] Л. Эйдлина / [Худож. В. В. Медведев ]. — М.: Наука, 1986. — 74, [1] с.: ил. — С. 16-32.
- [ Тао Юань-мин ]. Осенняя хризантема : стихотворения Тао Юань-мина (IV-V вв.) / Пер., предисл. и примеч. Л. З. Эйдлина. — СПб.: Петербургское востоковедение, 2000. — 223, [1] с. — (Драгоценные строфы китайской поэзии). — ISBN 5858031439.